# アルフレッド・ブライアン (風刺画家)
アルフレッド・ブライアン（Alfred Bryan、本名：チャールズ・グリノー、Charles Grineau、1852年 – 1899年）は、人気が高かったイングランドの風刺画家、イラストレーターで、特にロンドンを拠点に発行されていた週刊劇評誌『Entr'acte』（アントラクテ、「幕間」の意）に数多くのイラストレーションを発表したことで知られている。
ブライアンの最初の職業的な素描は、『The Hornsey Hornet』誌に掲載された。ブライアンは、また『The London Figaro』紙にも寄稿していた。ブライアンはその活動期間中のほとんどの間、『Illustrated Sporting and Dramatic News』のために働いていたが、他方では『Judy』誌などの定期刊行物にも作品を発表していた。当時の芸術批評家ウォルター・シッカート(Walter Sickert)は、ブライアンを「完璧な、鍛えられたデッサン技術の持ち主」と評し、そのイラストレーションを「確固たる線を引かれており、完璧な様式、洗練、ウィット」が備わっていると賞賛した。
ブライアンの息子、チャールズ・ウィリアム・グリノー（1883年 - 1957年）は、ブライアン・ド・グリノー(Bryan de Grineau)、ジョン・ブライアン(John Bryan)といった変名で制作した、自動車を描いた油絵で知られている。

## ギャラリー

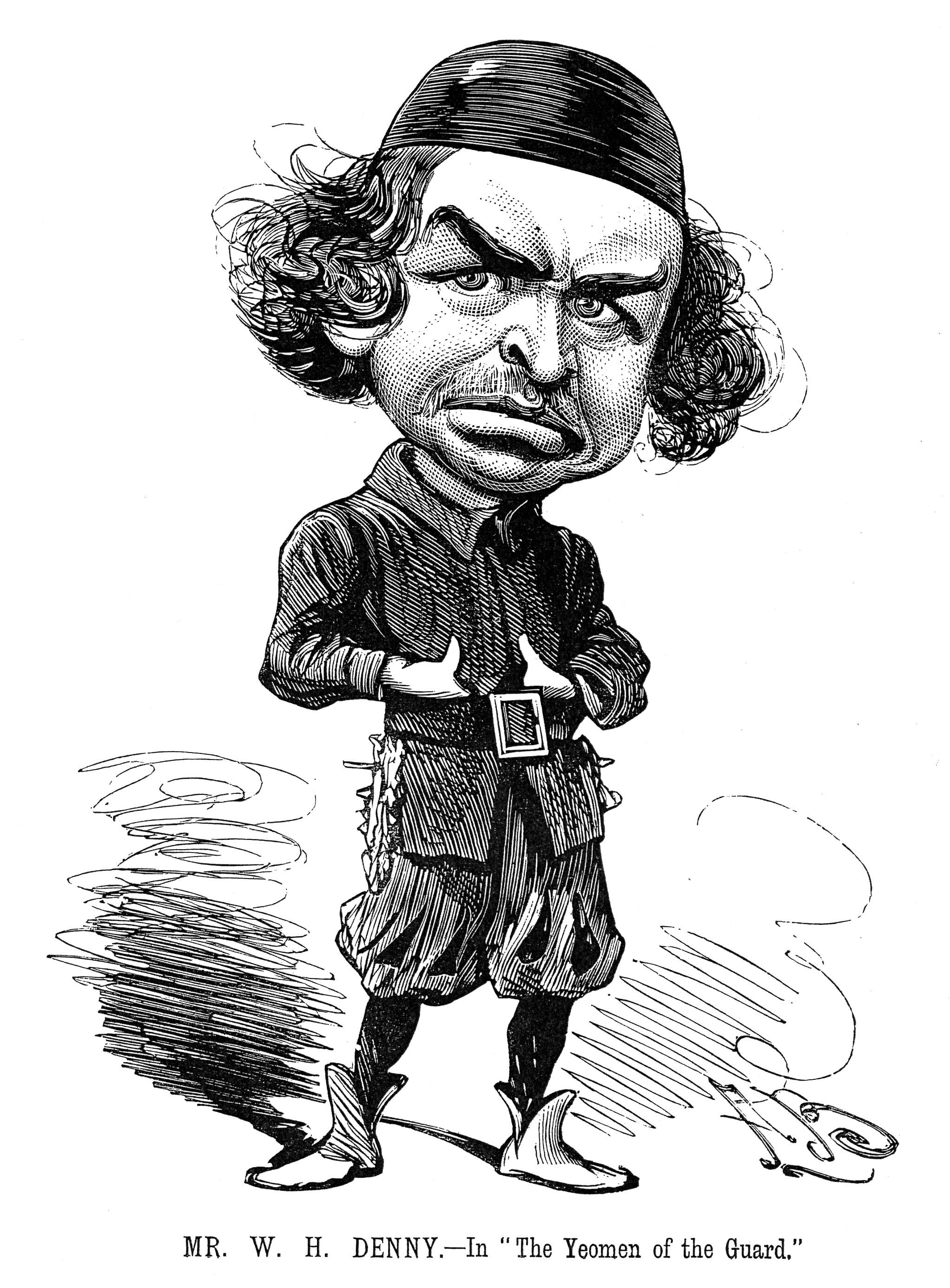
ブライアンらしい典型的な風刺画として描かれた『ロンドン塔の衛兵 (The Yeomen of the Guard)』の衣装を着けた俳優W・H・デニー(W. H. Denny)。
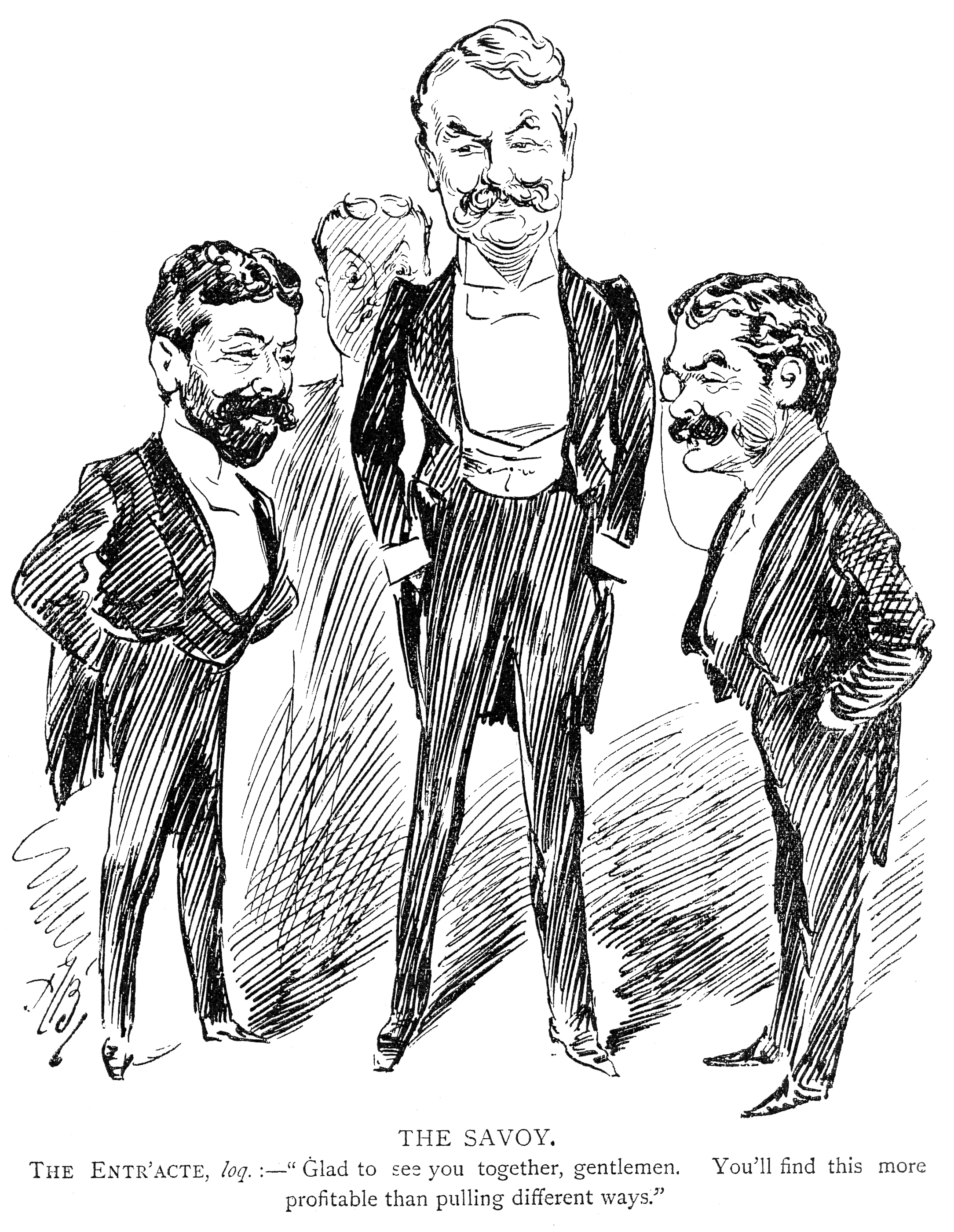
W・S・ギルバート、アーサー・サリヴァン、リチャード・ドイリー・カート(Richard D'Oyly Carte)。1894年の Entr'acte Annual より。
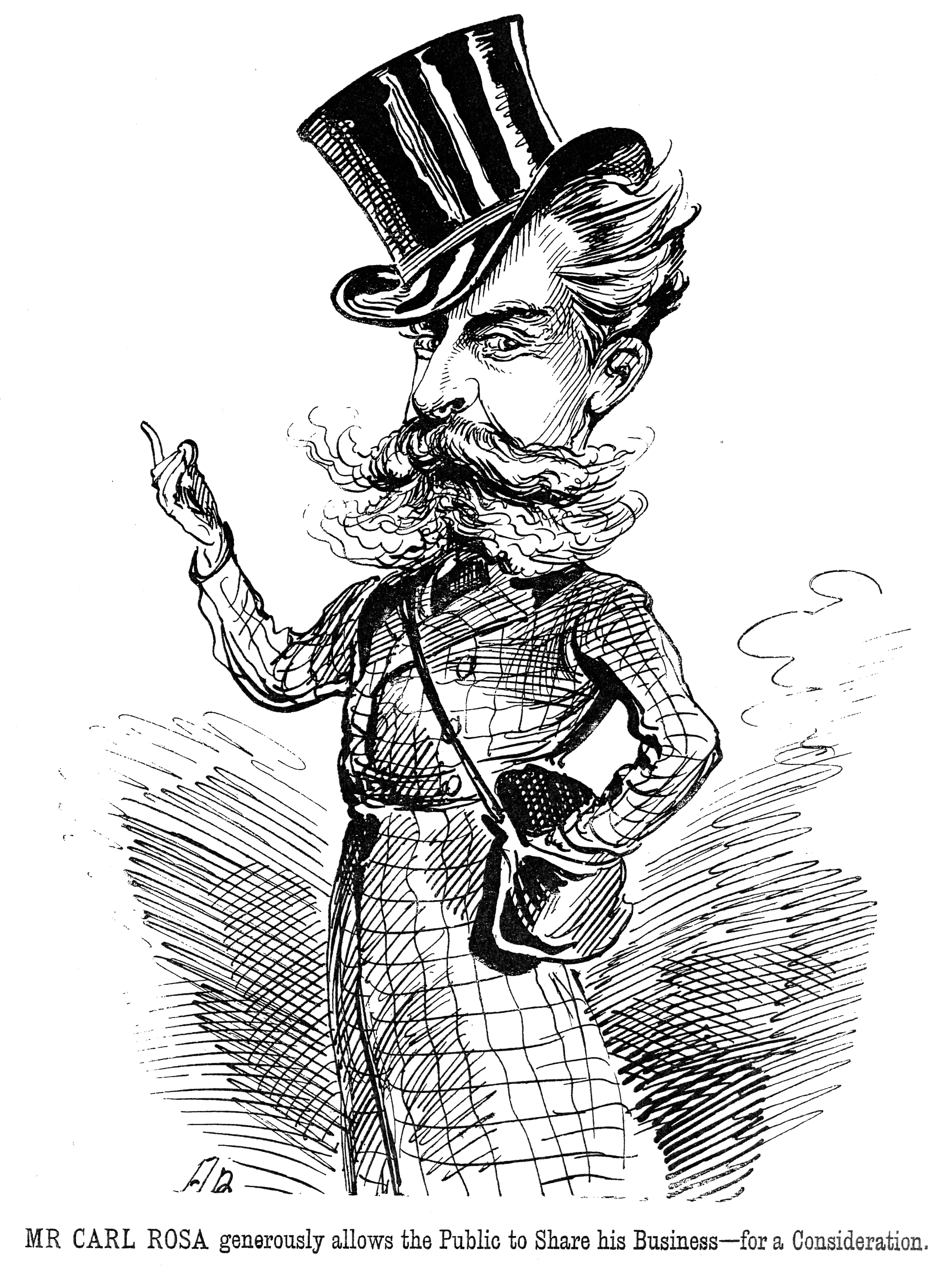
カール・ローザ。1888年の Entr'acte Annual より。
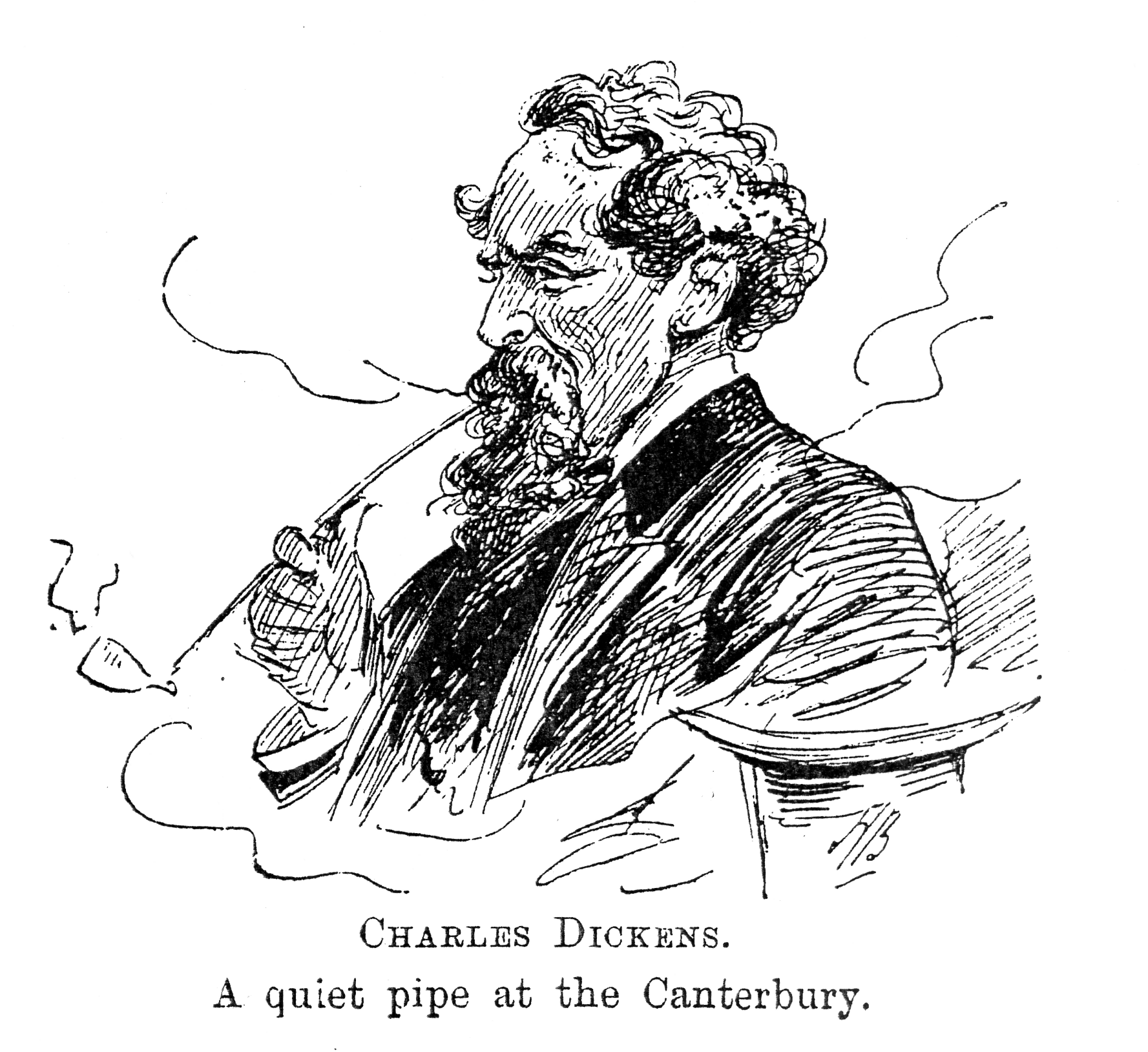
チャールズ・ディケンズ。1893年の Entr'acte Annual より。